# Omar Gooding
Omar Miles Gooding Sr., även känd under sitt artistnamn Big O, född 19 oktober 1976 i Los Angeles, Kalifornien, är en amerikansk skådespelare, komiker, rappare och röstskådespelare. Han är son till sångaren Cuba Gooding Sr. och hans fru Shirley (född Sullivan) samt yngre bror till skådespelaren Cuba Gooding, Jr.. Han är mest känd för att ha haft roller i TV-serier som Touched by an Angel, Wild & Crazy Kids, Hangin' with Mr. Cooper, Smart Guy och Playmakers samt i filmerna Titta han spökar och Baby Boy.